# Янков, Игорь Дмитриевич
Игорь «Янки» Янков (бел. Ігар «Янкі» Янкоў; род. 19 июня 1995, Минск), также известный под псевдонимом Игорь Номан — белорусский доброволец в рядах Вооружённых сил Украины. Командир интернационального батальона «Титан». В прошлом футбольный болельщик, спортсмен. После участия в белорусских протестах 2020 года был вынужден переехать в Киев. С 2022 года принимает активное участие в боевых действиях в российско-украинской войне.

## Биография
Родился в 1995 году в Минске. До 15 лет занимался футболом, выступал за юношеские команды «БАТЭ». Был вынужден завершить карьеру из-за полученной травмы крестообразной связки. Закончил колледж. Работал поваром. В Минске получил опыт работы менеджером по продажам в магазине Apple и компании металлопроката. Занимался предпринимательской деятельностью. Выступал активным болельщиком футбольного клуба «Динамо-Минск». По рассказам самого Игоря, его прозвище «Янки» появилось ещё в Беларуси. В армии не служил.
С августа 2020 года Игорь участвовал в белорусских протестах. На акции посвященной фальсификациям президентских выборов Янков был ранен в ногу светошумовой гранатой. 26 сентября 2020 года силовики пришли с обыском по его прописке, однако там Игорь не жил. Это послужило окончательным толчком для переезда из родной страны. Новой страной проживания стала Украина. В ней Игорь снял квартиру и устроился телохранителем одного из киевских застройщиков. В рамках легализации получил документ со статусом дополнительной защиты. Там же увлёкся джиу-джитсу. Занятия спортом привели к выступлениям, на них Янков представлял клуб «Ракета Киевская» (он же клуб «ATOS»). Участвовал в турнирах по грэпплингу.

### Участие в российско-украинской войне
Игорь Янков поступил на добровольную службу в Вооружённые силы Украины после начала полномасштабного конфликта между Россией и Украиной. Состоит в интернациональном батальоне «Титан», в котором сам является командиром и пулемётчиком. Участвовал в обороне бориспольского аэропорта и в операциях по освобождению деревень Киевской области. Участвовал в боях за сёла Рудницкое и Лукьяновка.
25 декабря 2022 года Янки, совместно с Андреем «Бессмертным» Троцевским и Родионом «Геной» Батулиным, объявил о создании Белорусского добровольческого корпуса. Целью структуры добровольцы обозначили деоккупацию Украины и Беларуси от российского плена. Одной из причин создания БДК Игорь обозначил нежелание политизировать деятельность белорусских добровольцев. 6 августа 2023 Янков отчитался о получении машин на нужды Корпуса.
По утверждениям СМИ, Янки участвовал в диверсионных операциях на территории Белгородской области. Сам Игорь не может подтвердить или опровергнуть участие в операции, так как имеет запрет на комментирование данной темы.

## Блогерская деятельность
Занимается блогерской деятельностью. Ведёт свою страницу в TikTok, Instagram и Telegram. Идея завести блог появилась случайно, как память о событиях, если выживет. В своих соцсетях делится видеороликами о войне. Игорь рассказывает, что начал снимать видео от скуки перед боевыми заданиями. Некоторые видео записывались во время боевых действий. Более 1,7 миллиона просмотров собрало его оригинальное видео в TikTok, в котором он передавал «привет» россиянам, белорусам и чеченцам, пришедшим «убивать украинцев». Сам Янки считает, что блогерская деятельность является частью информационной войны. Когда люди видят локальные победы в знакомом им формате — у них пропадает страх.
Игорь также отметился критикой украинских боксёров Василия Ломаченко и Александра Усика. По его мнению, спортсмены не обладают патриотической позицией, так как Ломаченко является сторонником русского мира, а Усик пытается юлить. Участвовал в звёздном прощальном матче Евгения Селезнёва, на который был приглашён в качестве гостя.
В конце 2023 года белорусские власти внесли в республиканский список экстремистских материалов страницы Янки в Telegram и Instagram.